# Jawhar Mnari
Jawhar Mnari (Monastir, 8 novembre 1976) è un ex calciatore tunisino, di ruolo centrocampista centrale.

## Carriera
Cresciuto nell'US Monastir, nel 2001 si è trasferito all'Espérance di Tunisi, la squadra più titolata del paese. Nel 2005 è stato ceduto al Norimberga, dove ha giocato con il suo connazionale Adel Chedli.
Conta oltre 44 presenze e 3 gol nella Nazionale tunisina, con cui ha esordito il 21 agosto 2002 contro la Francia. Ha partecipato ai Mondiali 2006, dove ha segnato un gol contro la Spagna.

## Palmarès

### Club

#### Competizioni nazionali
- Coppa di Germania: 1

Norimberga: 2006-2007